# Exercício regular de direito
Em Direito penal, o exercício regular de direito se trata de uma excludente de ilicitude, ou seja, uma causa que tira a ilegalidade de uma conduta descrita em lei como crime.

## Conceito
É o desemprenho de uma atividade ou a prática de uma conduta autorizada por lei, classificada por lei como crime, com autorização prevista em lei.

## Entende-se em exercício regular de direito
É o desempenho de uma atividade ou prática de uma conduta autorizada por lei, que torna lícito um fato típico. Se alguém exercita um direito, previsto e autorizado de algum modo pelo ordenamento jurídico, não pode ser punido, como se praticasse um delito.

## O que é exercício irregular de direito
I - O exercício irregular, anormal, por conseguinte, abusivo de um direito, seria aquele exercido por uma pessoa, que desviando da destinação social e econômica, para qual esse dito direito foi criado, cause eventualmente dano a outrem.
II - 23, III do Código Penal, o exercício regular de um direito compreende ações do cidadão comum autorizadas pela existência de direito definido em lei e condicionadas a regularidade do exercício desse direito. ... Como pode ser também Direito de castigo, que consiste na educação e no exercício do poder familiar.
III - Explica que o exercício regular de direito “é o desempenho de uma atividade ou a prática de uma conduta autorizada por lei, que torna lícito um fato típico. Se alguém exercita um direito, previsto e autorizado de algum modo pelo ordenamento jurídico, não pode ser punido, como se praticasse um delito.
IV - "É o desempenho de uma atividade ou a prática de uma conduta autorizada por lei, que torna lícito um fato típico. Se alguém exercita um direito, previsto e autorizado de algum modo pelo ordenamento jurídico, não pode ser punido, como se praticasse um delito.

## Exercício regular de direito
O exercício regular de direito é o desempenho de uma atividade ou a prática de uma conduta autorizada por lei. 
Exemplos:
- O agente pratique uma conduta permitida pelo direito, tal conduta não será ilícita.
- Consiste na atuação do agente dentro dos limites conferidos pelo ordenamento legal.
- Prisão em flagrante efetuada por qualquer pessoa (que não seja um policial, que tem o dever legal de agir, neste caso, a excludente é a de estrito cumprimento de um dever legal).
- O pugilista que desfere golpes no adversário em uma luta de boxe não poderá ser processado por Lesão corporal, pois exerce um direito legal de praticar o esporte.
- O médico cirurgião que, ao realizar um procedimento, precisa realizar uma diérese (divisão dos tecidos que possibilita o acesso à região a ser operada), também não pode ser processado por lesão corporal, pois é um ato legítimo e necessário, portanto, legal.
- O agente segurança pública ou um agente que não seja um agente de segurança pública que agir em legitima defesa para ser proteger de uma injusta agressão seja atual ou iminente conta si mesmo ou que repele agressão ou risco de agressão a vítima mantida refém durante a prática de crimes.

O Código Penal Brasileiro estabelece: Não há crime quando o agente pratica o fato no "Estrito cumprimento de um dever legal ou no exercício regular de direito" (art. 23, inc. III, primeira parte)

## Exercício regular de direito x Estrito cumprimento de um dever legal x Legítima defesa
Além do Exercício Regular de Direito ser o desempenho de uma atividade e o seu dever que esta atividade exigir que o agente que ocupa tem que cumprir ou a prática de uma conduta autorizada por lei, classificada por lei como crime, com autorização prevista em lei, o artigo 23, inciso III do Código Penal Brasileiro prevê o Estrito Cumprimento de um Dever Legal, que prevê que o agente público, que tem o dever legal de agir  (policiais, bombeiros, médicos sanitaristas etc), pratique alguma conduta descrita como crime, em nome da lei. São exemplos de Estrito cumprimento de um dever legal: 
- O investigador de polícia, munido de mandado de busca e apreensão, no exercício de sua função (dever legal), em absoluta legalidade, ao ter que romper a porta para entrar, não comete o crime de dano, ou invasão, pois há a ordem legal do juiz, porém, deve agir nos limites dessa ordem, ou seja, não poderá fazê-lo durante a noite.

Há também, a hipótese da Legítima defesa, que prevê a possibilidade de qualquer pessoa agir, para se defender de uma agressão injusta, real ou iminente (prestes a acontecer), moderadamente. 
Exemplo:
- O investigador de polícia, no decorrer do cumprimento do Mandado, recebe investidas do suspeito, neste caso, se ao se defender, provocar lesões corporais nele, ou mesmo tenha que utilizar arma de fogo, sempre moderadamente e dentro dos limites da lei, não responderá pelo crime previsto no art. 129, ou eventualmente no art. 121, do Código Penal.

Importante ressaltar que a Legitima defesa é uma excludente que abarca a conduta de todas as pessoas, não apenas de agentes públicos.
- O estrito cumprimento do dever legal ou no exercício regular de direito são circunstâncias que justificam a conduta praticada, tornando-a compatível com o ordenamento e, consequentemente, impedindo o reconhecimento da prática delituosa, além do exercício regular de um direito, dentro dos limites estabelecidos no ordenamento, também afasta a ilicitude da conduta.[1]

## Diferença entre o exercício regular de direito e o estrito cumprimento do dever legal
O exercício regular de direito e o desemprenho de uma atividade ou a prática de uma conduta autorizada por lei, classificada por lei como crime, com autorização prevista em lei, e o estrito cumprimento do dever legal e quando o agente está obrigado e dever a cumprir o mandamento legal.

## Excesso punível
Quando constatado o uso excesso doloso, o agente responderá pelo mesmo.
Exemplo: Ainda tomando o caso do pugilista, se o mesmo não cessar a luta após o comando “Stop” ou “Break”, ou após soar o gongo, levando o adversário a óbito, responderá pelo crime de homicídio.

## Abuso de Direito
Em suma, trata-se de atos realizados sob a máscara de uma aparente licitude que ocultam uma intenção ilícita por contrariar a boa-fé, bons costumes, fins econômicos e social do ato.
| “ | O abuso de direito é um ato ilícito porque contraria o dever de boa-fé imposto por uma norma do sistema jurídico, o princípio da boa-fé. | ” |

.
O primeiro caso de abuso de direito é considerado por muitos como o famoso affaire de la fausse cheminée apreciado na França de 1855, pelo qual um cidadão, nos limites de sua propriedade, alegando exercício de um direito, ergue uma chaminé enorme e falsa. Ou seja, não havia liberação de fumaça, nem benefício sequer, visava apenas tapar a janela principal do vizinho, para lhe cercear o acesso à luz e ao vento.
Surge assim a famosa teoria do “abuso de direito” na França, para reprimir essas condutas maliciosas, que muitas vezes eram injustamente cometidos sob a guarda e permissão jurídica feitas “no exercício de direito”.